# 스기모토 다이가
스기모토 다이가(일본어: 杉本 大雅, 2003년 1월 2일~)는 일본의 축구 선수이다.

## 구단 경력
그는 2021년 J3리그의 아술 클라로 누마즈에 입단했다. 2024년 4월 일본 지역 리그의 블랑듀 히로사키로 이적했다.